# Układ automatycznej regulacji stacji transformatorowej
Układ automatycznej regulacji stacji transformatorowej – układ wieloparametrowej regulacji wybranych parametrów stacji transformatorowo–przesyłowych wysokiego napięcia. Regulacja odbywa się autonomicznie przez automatyczne sterowanie przełącznikami odczepów. Sygnały sterowania napięcia oraz mocy biernej pochodzą zazwyczaj z obszarowej dyspozycji ruchu. 